# 通達行政
通達行政（つうたつぎょうせい）とは、本来的には行政部の内部文書である通達によって執行される行政行為のことである。

## 概要
行政機関が所属の組織や職員に対して出す、法令の統一的解釈や事務取り扱い上の基準を示した文書を通達という。通達は、行政内容や法解釈技術の専門化を背景として、日本の行政において広範かつ大量に発出される傾向にあり、行政実務を進める上で果たす役割は大きい。また、通達は行政機関内部における指針に過ぎないとはいえ、行政機関がこれに沿って事務を行うことで、事実上新たな義務を課したり、規制を設けたのと同様の結果を招くことも少なくない。
しかし、本来的には法令ではない通達が、命令として下部組織や職員の業務内容を拘束するため、法治行政の原則を否定する危険もあるとして批判されている。また、行政府が実質的な立法機能を果たすことについても議会政治の本来的あり方に反するとして委任立法とともに問題視されている。さらに、通達によって国民生活が何らかの拘束や影響を受けるケース、中でも実質的に新たな課税をおこなったケースのあったパチンコ球遊器事件は、租税法律主義に反しないかが問題になった。

## 通達運用における注意喚起の事例
国税庁の法人税法基本通達の前文においては
と記されており、運用上の注意喚起がなされている。

## 行政手続法
通達行政においては、「通達」によって政府の法令の解釈運用を示し、結果として「通達」が法令と同様の役割を果たすことが問題とされる。1993年（平成5年）に施行された行政手続法は、行政運営における公正性の確保と透明性の向上を目的として、法令を根拠としない行政指導、行政行為については、したがわなくとも不利益処分を受けないなどの規程が盛り込まれた。